# Laurent Spielvogel

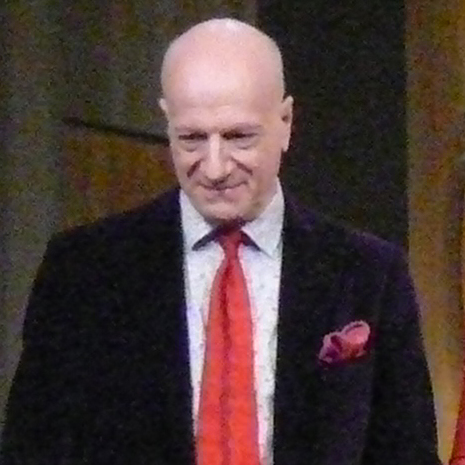
Laurent Spielvogel, 2015

Laurent Spielvogel (* 10. Mai 1955 in Boulogne-Billancourt) ist ein französischer Theater- und Filmschauspieler und Theaterregisseur.

## Leben
Laurent Spielvogel wurde 1955 in Boulogne-Billancourt geboren. Nach der Schulzeit studierte er zunächst Schauspiel am Conservatoire im 4. Pariser Arrondissement. Ein auf Wunsch seiner Eltern begonnenes Jurastudium gab er schnell wieder auf und setzte 1977 sein Schauspielstudium fort, belegte Kurse an Theaterschulen und wurde am Cours Florent ausgebildet. Ab 1984 trat er in One-Man-Shows am Theater auf. Entdeckt wurde er vom Regisseur Bernard Murat und spielte in zahlreichen Theaterstücken. Er wirkte in über 100 Filmen mit.

## Filmografie
- 1978: Le Sucre
- 1980: Die Bankiersfrau (Die Bankiersfrau)
- 1982: Commissaire Moulin
- 1983: Cinéma 16
- 1983: Deux amies d'enfance
- 1983: Le Faucon
- 1983: Das Leben ist ein Roman (Das Leben ist ein Roman)
- 1985: Néo Polar
- 1985: Urgence
- 1986: La Galette du roi
- 1986: Le bonheur a encore frappé
- 1986: Les Exploits d'un jeune Don Juan
- 1986: Mariage blanc
- 1986: Kamikaze Hearts (Kamikaze Hearts)
- 1986: Max mon amour (マックス、モン・アムール)
- 1987: L'Heure Simenon
- 1988: La Belle Anglaise
- 1988: Le complot
- 1988: Palace
- 1988: Frantic
- 1989: Tour d'ivoire
- 1990: Après après-demain
- 1990: Il y a des jours... et des lunes
- 1991: Le Gang des tractions
- 1991: Lola Zipper
- 1991: Maguy
- 1991: On peut toujours rêver
- 1992: Aerensgehawhe
- 1992: Les cravates léopards
- 1993: Une journée chez ma mère
- 1994: Le Monstre (Il mostro)
- 1994: Les Braqueuses
- 1995: Comment épouser un héritage?
- 1995: French Kiss
- 1996: Papa est un mirage
- 1996: Auch Männer mögen’s heiß! (Auch Männer mögen’s heiß!)
- 1996: Der Unhold
- 1997: Une fée m’habite
- 1997: Julie Lescaut
- 1998: Les Cordier, juge et flic
- 1998: Que la lumière soit!
- 1998: Ronin
- 1999: Cas clinique
- 1999: Le Derrière
- 1999: Asterix und Obelix gegen Caesar (Asterix und Obelix gegen Caesar)
- 2000: Deuxième Quinzaine
- 2000: Les faux-fuyants
- 2000: Une affaire de goût
- 2000: Vérité oblige
- 2000: Épouse-moi
- 2002: Bloody Mallory – Die Dämonenjägerin (Bloody Mallory – Die Dämonenjägerin)
- 2003: Clémence
- 2003: Sauveur Giordano
- 2004: La Première Fois que j'ai eu 20 ans
- 2004: Villa Belle France
- 2004: La Crim’
- 2005: L'un reste, l'autre part
- 2005: Léa Parker
- 2005: Sur le chemin de Compostelle
- 2006: Mémoire de glace
- 2006: René Bousquet ou le Grand Arrangement
- 2007: Avocats et Associés
- 2007: La Promeneuse d'oiseaux
- 2007: Vérités assassines
- 2008: Duval et Moretti
- 2008: Groupe flag
- 2008: Le Sanglot des anges
- 2008: Marie et Madeleine
- 2008: Roméro et Juliette
- 2008: Tailleur pour dames
- 2008: Terre de lumière
- 2009: Déformations professionnelles
- 2009: Joséphine, ange gardien
- 2009: Juste un peu d'@mour
- 2009: Un homme d'honneur
- 2009: Der kleine Haustyrann (Der kleine Haustyrann)
- 2009: The International
- 2010: L'Italien
- 2010: Un divorce
- 2011: Mission sacrée
- 2011: Midnight in Paris
- 2012: Le Dindon
- 2012: Nom de code
- 2014: Méfions-nous des honnêtes gens
- 2016: Baron noir
- 2017: Coup de foudre à Noël
- 2017: Peur sur la base
- 2018: Un mensonge oublié
- 2019: L'archer noir
- 2020: Cassandre
- 2020: Chacun chez soi
- 2020: Draculi & Gandolfi
- 2020: Dérapages
- 2021: Alors on danse
- 2021: Emma Bovary
- 2021: Nina